# Arevalillo de Cega
Arevalillo de Cega è un comune spagnolo di 42 abitanti situato nella comunità autonoma di Castiglia e León.